# Tyry
Tyry (rusky Тыры, jakutsky Тырыы) je řeka v Jakutské republice v Rusku. Je dlouhá 327 km. Plocha povodí měří 14 000 km².

## Průběh toku
Pramení na hřbetu Suntar-Chajata a teče skrze hřbet Sette-Daban. Ústí zprava do Aldanu (povodí Leny).

## Vodní režim
Zdrojem vody jsou sněhové a dešťové srážky. Průměrný roční průtok vody činí přibližně 85 m³/s Zamrzá v první polovině října a rozmrzá v polovině květnu.